# Muzeum Zabawek i Zabawy w Kielcach
Muzeum Zabawek i Zabawy w Kielcach powstało w 1979 roku jako Muzeum Zabawkarstwa. Posiada ogromną kolekcję zabawek zarówno historycznych, jak i współczesnych. Mieści się w Kielcach przy placu Wolności 2.

## Historia muzeum
W latach 70. XX wieku w Kielcach powstał Krajowy Związek Spółdzielni Zabawkarskich, który zrzeszał i koordynował działalność ponad 80% producentów zabawek w Polsce. W jego strukturze 1 grudnia 1979 roku rozpoczęło działalność Muzeum Zabawkarstwa, stanowiące zaplecze badawcze dla producentów i projektantów zabawek. W tym czasie muzeum zajmowało jedną salę budynku Muzeum Narodowego przy placu Partyzantów (obecnie Rynek).
1 czerwca 1982 muzeum otrzymało własną samodzielną siedzibę w zabytkowym spichlerzu zbożowym przy ulicy Zamkowej w Kielcach. Pomieszczenia budynku nie spełniały jednak warunków przewidzianych dla obiektów muzealnych i pod koniec 1985 roku ekspozycja została zamknięta. Od tej pory muzeum, nie dysponując własną siedzibą, organizowało jedynie czasowe wystawy swoich zbiorów w różnych polskich muzeach i instytucjach kulturalnych.
1 czerwca 1988 roku nastąpiło otwarcie stałej ekspozycji w trzech salach w budynku biurowym w kamienicy przy ulicy Kościuszki. Z powodu niewielkiej powierzchni wystawowej, większość zbiorów znajdowała się w magazynach lub była wypożyczana do innych muzeów.
W 2004 roku prezydent Kielc Wojciech Lubawski przekazał na siedzibę muzeum zabytkowy XIX-wieczny budynek dawnych hal targowych przy placu Wolności. Generalny remont budynku zakończono w listopadzie 2005 roku. 9 marca 2006 uchwałą Rady Miejskiej, Muzeum Zabawkarstwa, zmieniło nazwę na Muzeum Zabawek i Zabawy, a nowa siedziba została oddana do użytku 1 czerwca 2006. Tego dnia po raz pierwszy na wieży zegarowej muzeum pokazała się na miotle świętokrzyska Czarownica.